# خوزه یولوگیو گاراته
خوزه یولوگیو گاراته (انگلیسی: José Eulogio Gárate؛ زادهٔ ۲۰ سپتامبر ۱۹۴۴) بازیکن فوتبال اهل اسپانیا است.
از باشگاه‌هایی که در آن بازی کرده‌است می‌توان به باشگاه فوتبال ایبار و باشگاه فوتبال اتلتیکو مادرید اشاره کرد.
وی همچنین در تیم‌های ملی فوتبال زیر ۲۳ سال اسپانیا و Spain amateur و اسپانیا بازی کرده‌است.